# Чёрная мадонна

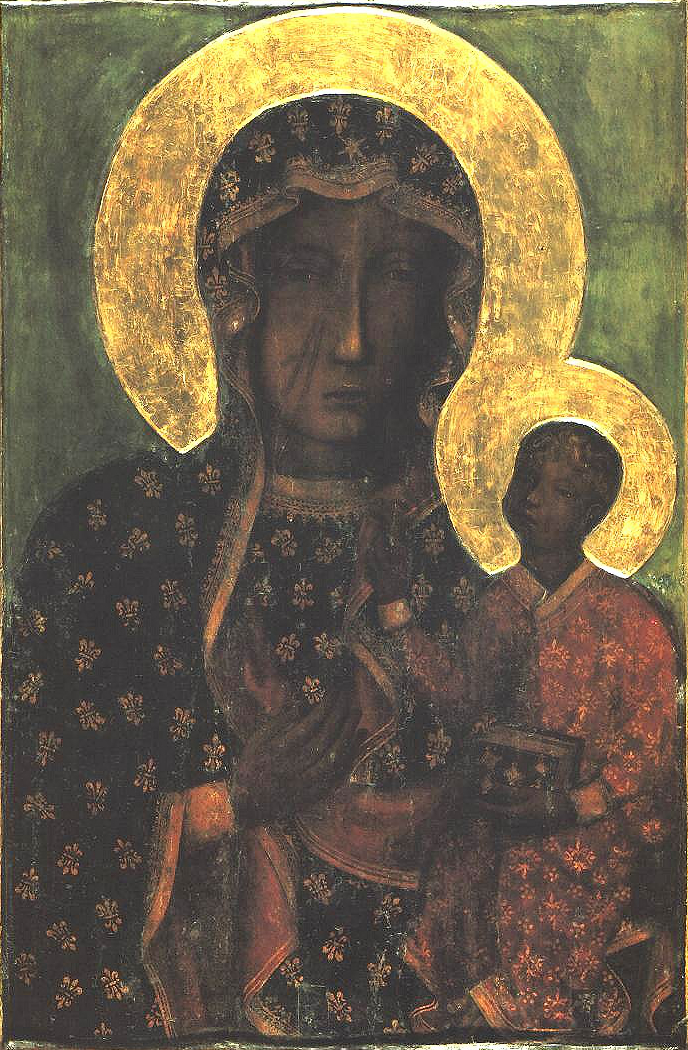
Икона Чёрной Мадонны Ченстоховской

Чёрная мадонна — в католическом религиозном искусстве и почитании обозначение картины или статуи, изображающей Деву Марию (мадонну) с ликом крайне тёмного оттенка. Для такого исполнения может использоваться как чёрная краска, так и различные виды чёрного дерева или камня. Наиболее известный пример — Ченстоховская икона Божией Матери, которую в просторечии и называют «Чёрной мадонной» (пол. Czarna Madonna).
Ранее высказывались предположение, что тёмный цвет лица и рук на некоторых средневековых изображениях Девы Марии вызван случайными причинами — например, возрастом статуй и картин либо длительным воздействием чада горящих свечей. Однако ныне у искусствоведов сложилось мнение, что такой цвет кожи Богородицы был выбран художниками умышленно; на это, в частности, указывает тот факт, что чёрный цвет покрывает лишь участки кожи, но не одежды либо предметы второго плана.
Согласно иносказательному прочтению Песни песней, прообразом Богоматери можно считать возлюбленную царя Соломона, которая говорит о себе: «Не смотрите на меня, что я смугла, ибо солнце опалило меня;…» (Песн. 1:5). В Вульгате это место звучит как «Nigra sum sed formosa». Эта цитата иногда встречается на изображениях Чёрной мадонны; впрочем, не всегда ясно — не была ли она добавлена в более поздние времена. В греческой Септуагинте соответствующее место звучит как «μέλαινά εἰμι ἐγὼ καὶ καλή», что можно перевести «Я черна и прекрасна». Споры теологов вызвали разночтения в последней фразе, которую переводили также как «Я черна, но прекрасна».
В XX веке некоторые исследователи пытались найти связь между Чёрными мадоннами христианства и чёрными статуями античных божеств, довольно распространённых среди религиозных культов древности. В частности, в таких образах зачастую выступали на протяжении тысячелетий богини земли, плодородия и материнства в ближневосточном треугольнике Египет — Малая Азия — Месопотамия (великие богини Кибела, Иштар и Исида). Отсюда эта религиозная традиция развивалась как в западном, греко-италийском направлении (древнегреческие Артемида, Деметра, древнеримская Церера), так и в восточном (чёрная индийская Кали). Аналогичные примеры, повлиявшие впоследствии на возникновение почитания христианской Чёрной мадонны, можно обнаружить и в германском и кельтском религиозных культах (богиня Фрейя и другие). Современные исследования почитания Богоматери указывают на весьма древние корни этого культа, уходящие в глубину традиции, имеющую на Востоке многотысячелетнюю историю.
Наиболее ранние изображения Чёрной мадонны — это скульптуры из дерева (реже — из камня), созданные в романский культурный период. Появление их в совершенно определённое время в значительном количестве в самых отдалённых друг от друга уголках Европы пока не нашло научного объяснения. Одной из гипотез является следующая: Чёрные мадонны появились в Европе (в частности, во Франции) во время Крестовых походов и были завезены из стран Ближнего Востока. Большую роль в этом сыграли рыцари — тамплиеры. Все эти статуи были созданы до XIII столетия и обладают рядом общих внешних примет: высота около 70 см, прямо сидящие, прямой взгляд больших глаз, устремлённый вдаль. Руки или пальцы — чрезмерно длинны. На коленях они держат также глядящего вдаль младенца. Младенец рукой благословляет либо держит в ней шар, подразумевающий яблоко либо земной мир. Лицо у младенца не детское, а взрослого мужчины.
В более поздний период (барокко) Чёрная мадонна изображается, как правило, стоя. Многие из древних изображений были уничтожены во время потрясавших Европу религиозных войн и последовавших за ними революций. В настоящее время культ Чёрной мадонны весьма распространён в центральной и южной Франции (здесь они наиболее изучены), на западе и юго-западе Германии, в Испании и Италии.
К числу наиболее известных относятся Ченстоховская икона Божией Матери в Польше, Феодоровская икона Божией Матери в России, Чёрная Дева Монсерратская в Каталонии, Богоматерь Канделария в Канарские острова, Бенратская мадонна в Германии, а также мадонна из Айнзидельнского аббатства в Швейцарии.

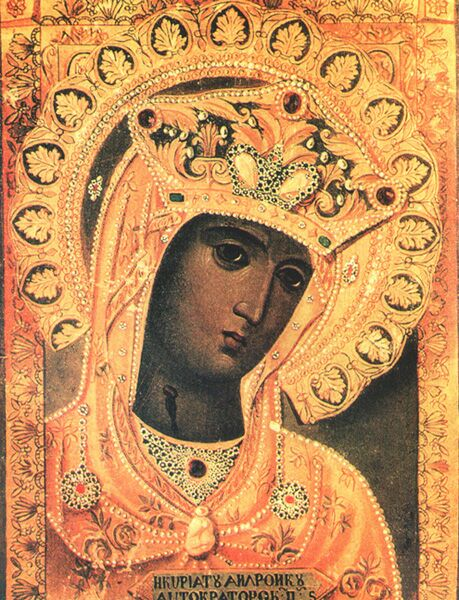
Греческая Андроникова икона Богородицы (XIX век)
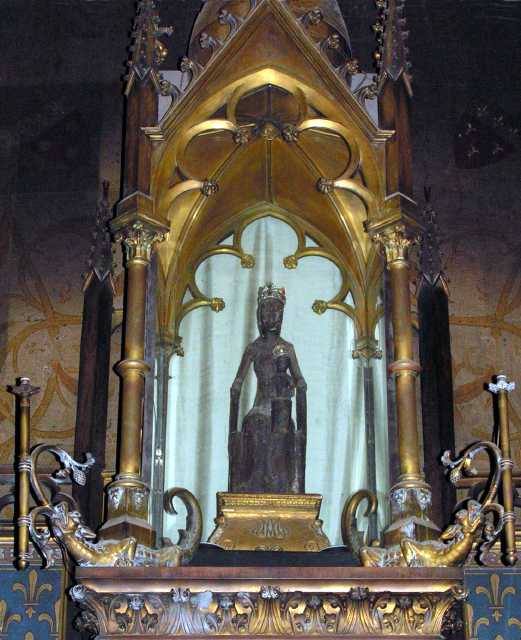
Чёрная мадонна (XII век) в Рокамадуре (Франция)
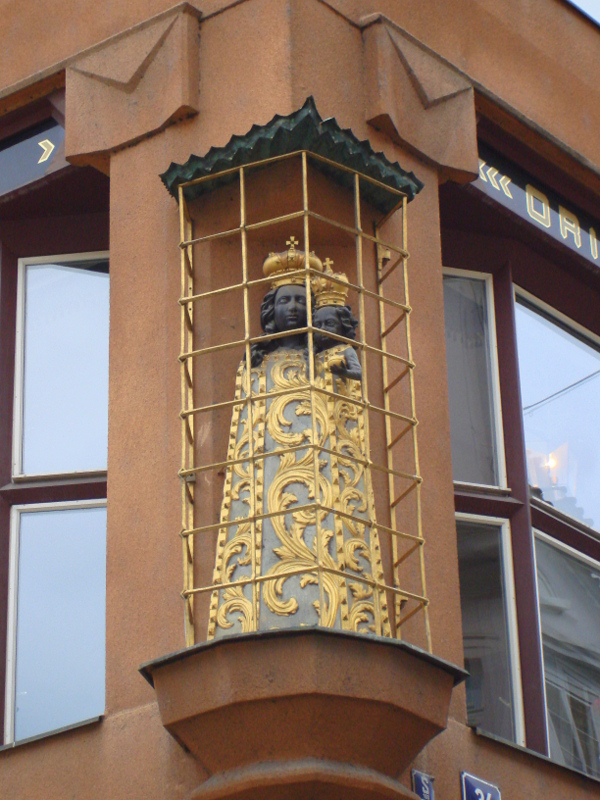
Прага, Старе-Место, Чёрная мадонна
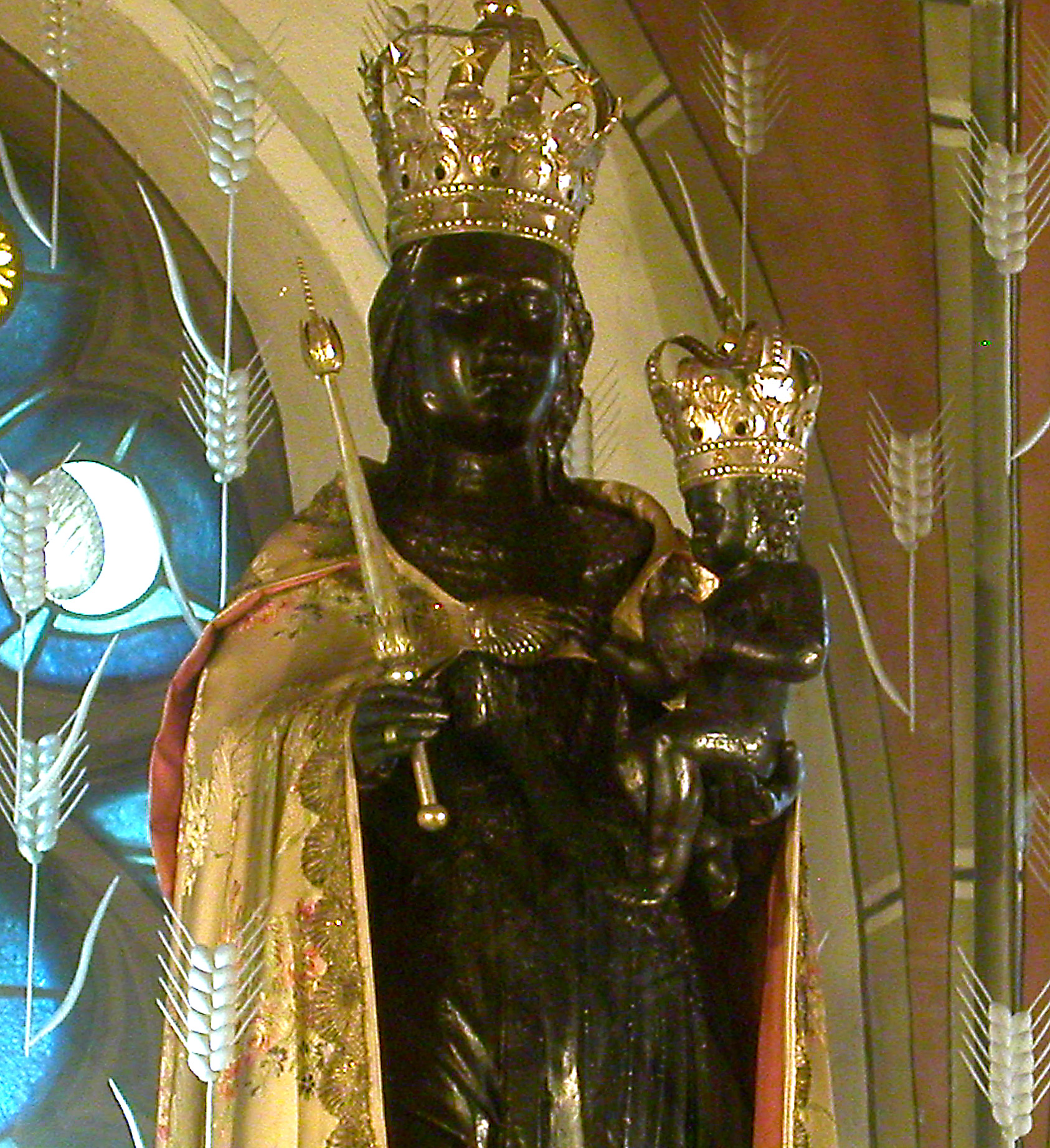
Чёрная Мадонна Бенратская
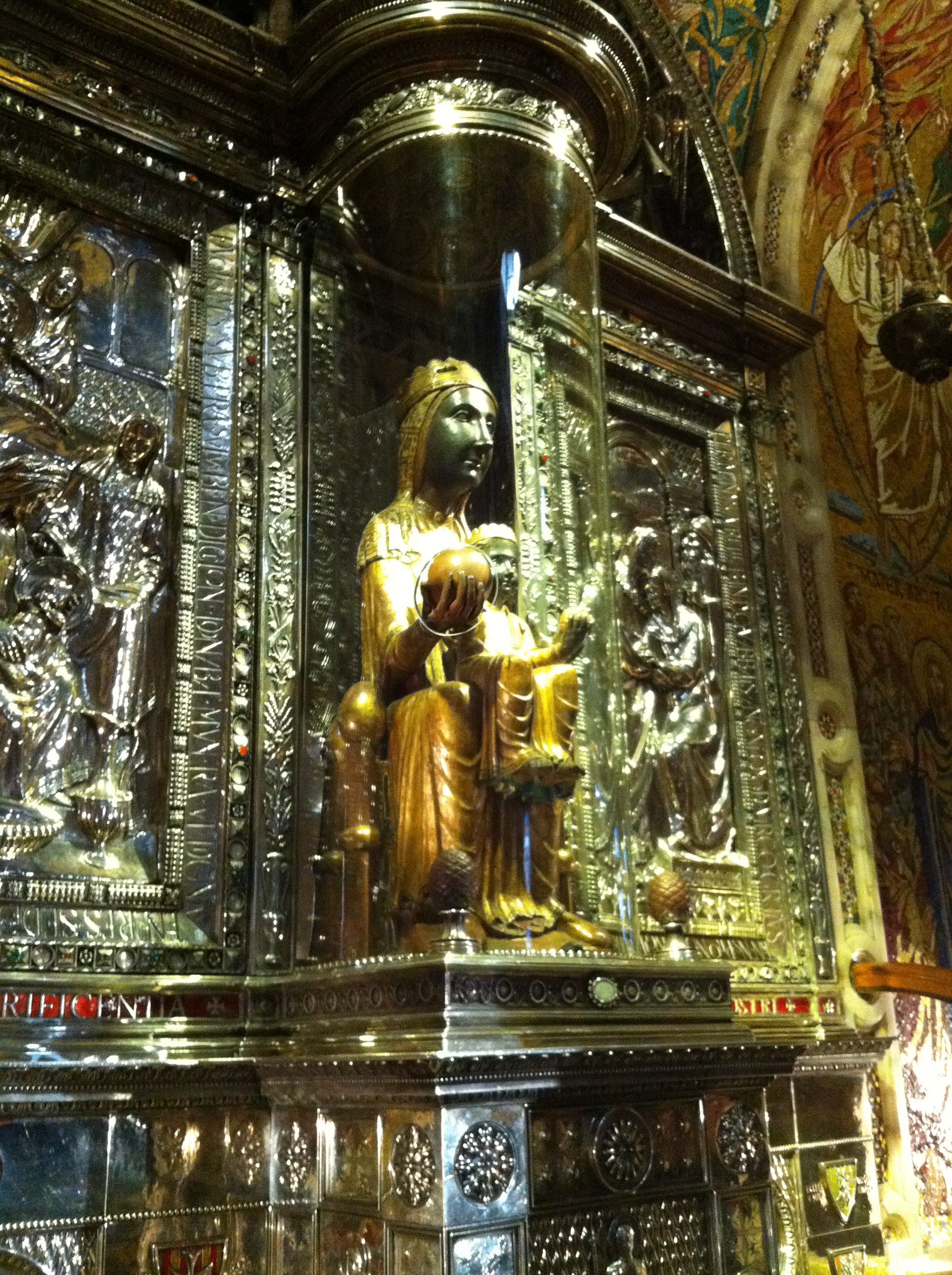
Черная Дева Монсерратская
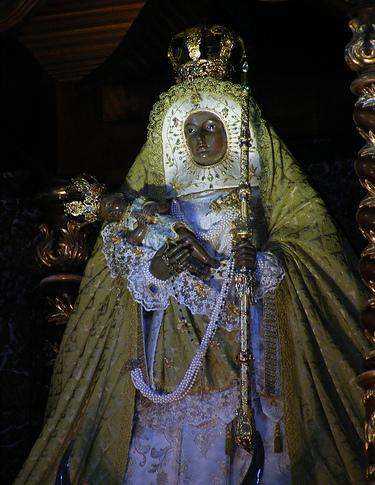
Богоматерь Канделария